# Burg Manzanares el Real
Die Burg Manzanares el Real befindet sich in der spanischen Gemeinde Manzanares el Real rund 32 Kilometer nördlich von Madrid am Fuß der Hügel der Sierra de Guadarrama.

## Geschichte
Die älteste Burganlage an diesem Ort ist für das 13. Jahrhundert verbürgt. Sie besaß drei Ecktürme in einem Mauerkranz und einen massiven Wohnturm. Ihr wohl berühmtester Bewohner war der Schriftsteller Íñigo López de Mendoza, Marqués de Santillana, der die Burg als Lehen aus der Hand König Johanns II. erhalten hatte.

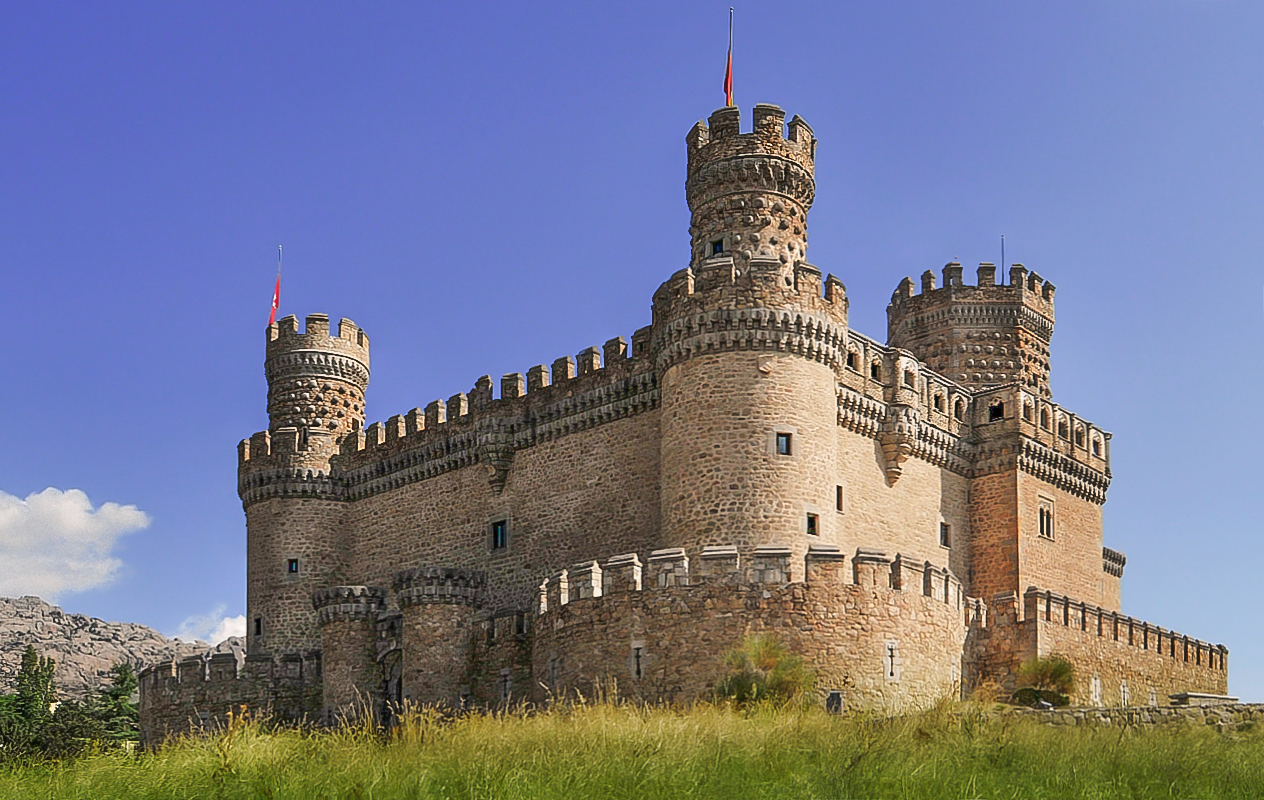
Andere Ansicht der Burg

1475 erbaute Mendozas Sohn, der erste Herzog von El Infantado, eine neue Burg und gab der Anlage ihren heutigen fast quadratischen Grundriss. Der äußere Mauerkranz besitzt halbkreisförmige Bastionen und ist verhältnismäßig niedrig. Drei Ecktürme mit Pechnasen und der massive Bergfried bildeten die Kernburg. 1480 ließ der zweite Herzog von Infantado die isabelino-mudejar-Galerie und damit eines der schönsten Beispiele für Flamboyant entstehen. Als Baumeister verantwortlich zeichnete Juan Güas, der auch die falschen Pechnasen der Anlage sowie den achteckigen Turm auf dem eigentlichen Donjon entwarf.
Auf den Türmen der Westseite und auf dem Donjon ragen noch einmal Türme mit kleinerem Durchmesser empor. Sie sind ringsum mit Steinbossen und Kugeln verziert. Diese aufwändigen Verzierungen dienten möglicherweise dem Zweck, die Wehrhaftigkeit des Baus zu verbergen und so Vertreter der spanischen Könige zu täuschen, die neue Burgen missbilligten und nicht selten deren Besitzer gefangen nahmen.
Die Burg diente dem Schutz der herzöglichen Besitzungen. Sie stand an exponierter Stelle an der Grenze zwischen Kastilien, dem Königreich León und dem heutigen Kastilien-La Mancha. Wer Madrid aus dem Norden her erobern wollte, musste an der massiven Burg vorbei. Allein durch das imposante Aussehen der Anlage sollten Feinde bereits im Vorfeld eingeschüchtert werden.

## Trivia
Größere Abschnitte des Films Die Rückkehr der Musketiere wurden in der Burg gedreht, der Szenen mit der Gefangenschaft des Herzogs von Beaufort und die letzten 20 Minuten vor der Triumphparade.